# Tetris
Tetris je ena izmed najbolj poznanih računalniških iger, ki so jo izdelali sovjetski programerji Aleksej Pažitnov, Dimitrij Pavlovski in Vadim Gerasimov. Tetris je arkadno-miselna igra, katere cilj je zlaganje likov tetromin.
Tetris je bil izdelan v Borlandovem Turbo Pascalu v ruskem jeziku. Igro je Pažitnov izdelal na podlagi igre s pentominami, ki jo je kupil pred tem. Najprej je želel narediti igro za terminalski računalnik Elektronika-60 (DVK-2M) (Электроника-60), klonu DEC-ovega PDP-11 (model LSI-11/03), v kateri bi se telesa premikala okrog središča, vendar grafične zmogljivosti računalnika tega niso dopuščale. Na osebni računalnik je igro prenesel Gerasimov, tedaj še šestnajstleten srednješolec. V Sovjetski zvezi so igro tržili pod sloganom »Iz Rusije z ljubeznijo«. Na Zahodu je izšla leta 1986, po tem, ko so jo madžarski navdušenci razširili v svet. Ker je bil Pažitnov vladni uslužbenec, ni prejel ustreznega plačila za veliko prodanih izvodov igre zunaj meja.
Kasneje je nastalo ogromno klonov Tetrisa in različice za igralne konzole ter v zadnjem času tudi za prenosne telefone.

## Konec igre
Igralec je v tipični igri izgubil, ko ni mogel več dohajati postavljanja padajočih likov, in ti so se na koncu postavili eden na drugega ter dosegli vrh zaslona.